# Тенименто-Манка ди Гато (Козенца)
Тенименто-Манка ди Гато је насеље у Италији у округу Козенца, региону Калабрија.
Према процени из 2011. у насељу је живело 267 становника. Насеље се налази на надморској висини од 97 м.